# Ironman Nouvelle-Zélande
L'Ironman Nouvelle-Zélande (Ironman New Zealand) est une compétition de triathlon longue distance créée en 1985 et qui se tient depuis 1998 à Taupo après avoir été située à Auckland. Organisé par la Hawai Triathlon Corporation jusqu'en 1990, puis par la World Triathlon Corporation, elle est la première et plus ancienne compétition Ironman qualificative pour le championnat du monde d'Ironman à Kona (Hawaï).

## Histoire
L'épreuve inaugurale du « Double Brown Ironman » est lors de sa création en mars 1985, la première compétition internationale organisée par la Hawaï Triathlon Corporation sur la distance, comme épreuve qualificative à l'Ironman d'Hawaï. Elle précède de peu le « Yanmar Ironman Japan » au Lac Biwa au Japon organisé en juin de la même année.
Ron Cumming responsable marketing de la société d’événement Air New Zealand prête attention à la recherche de partenariat internationaux faites autour de l’Ironman d'Hawaï. S'accordant sur leurs intérêts économiques convergents, un accord de licence est signé avec la Hawaï Triathlon Corporation autour d'un concept qui vise à implanter une épreuve Ironman en Nouvelle-Zélande. Air New Zealand mandate pour l’organisation de l'épreuve, Paul Gleeson, producteur expérimenté d’événement sportif de golf notamment.

### 1985-1998: Auckland
| \| · Auckland · 1985-1998 · Taupo · depuis 1999 \| Localisation des épreuves depuis 1985 |
| · Auckland · 1985-1998 · Taupo · depuis 1999                                             |

En 1985, la première édition du « Double Brown Ironman New-Zealand » est organisé dans une banlieue balnéaire d'Auckland sur l'île du Nord, il est déplacé par la suite sur un autre site proche, Saint Hélier. Dans les premières éditions, les distances de course sont à 3,2 km de natation, 161 km à vélo et 32,2 km de course à pied. En 1986 Erin Baker finit 11e pour la seconde édition et la sœur Madonna Buder est à 55 ans la triathlète la plus âgée des 193 participants. À partir de 1988, les distances sont augmentées et rejoignent celle de L'Ironman originel. Le parcours vélo passe près de Pakuranga où Cameron Brown grandit et qui remportera devenu adulte et triathlète, cette course de multiples fois.

### Depuis 1999: Taupo
En 1999 Air New Zealand qui détient les droits d'organisation de l'événement, cède ces derniers à l'International Management Group (IMG), la direction de course reste inchangée, Paul Gleeson étant également responsable des opérations en Nouvelle-Zélande pour IMG. Le 6 mars 1999, se déroule la première organisation à Taupo à 275 km au sud d'Auckland,.
La domination de Cameron Brown natif du pays est quasiment sans partage de 1999 à 2016. Il participe aux 18 éditions organisées de 1999 et monte 18 fois sur le podium. 12 fois à la première place, quatre à la seconde et deux fois sur la troisième. Il est à 43 ans le triathlète le plus âgé de l’histoire des compétitions Ironman à remporter une épreuve du circuit international,. Sa compatriote Joanna Lawn remporte sept fois l'épreuve et établit un record invaincu en 2016.
L'édition 2006 ne peut être disputée pour des raisons de météo et de sécurité, elle se déroule sur des distances amoindries de 90 kilomètres de vélo et de 21 de course à pied après une neutralisation de la partie natation. De même en 2012, la course prévue le samedi est reporté au dimanche pour les mêmes raisons et se déroule sous la distance d'un Ironman 70.3.

## Palmarès

### Taupo

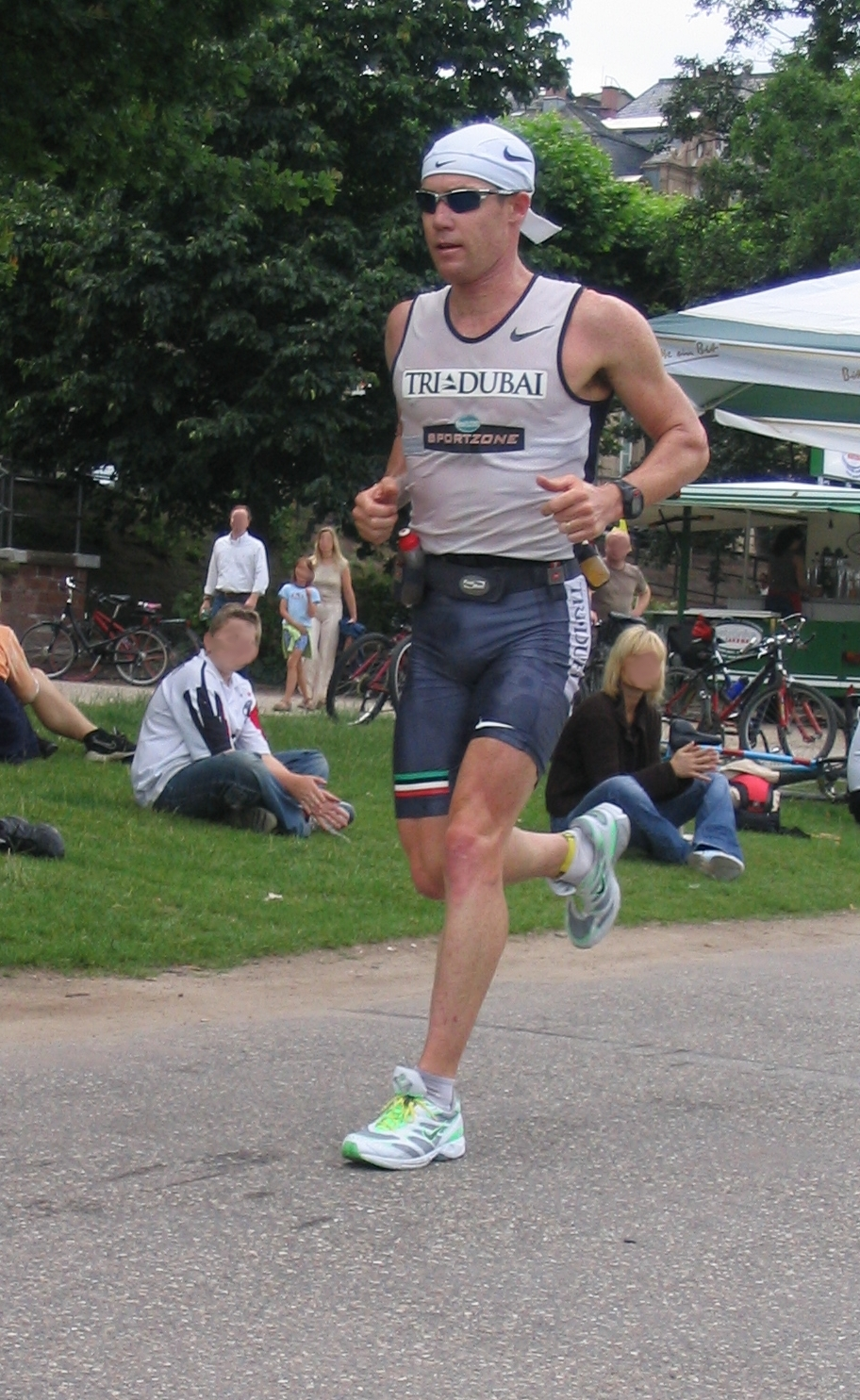
Cameron Brown (2005), 12 fois vainqueur

| Année | Médaille d'or       | Temps           | Médaille d'argent   | Temps           | Médaille de bronze | Temps           |
| ----- | ------------------- | --------------- | ------------------- | --------------- | ------------------ | --------------- |
| 2024  | Steven McKenna      | 8 h 1 min 13 s  | Niek Heldoorn       | 8 h 3 min 46 s  | Ben Hamilton       | 8 h 8 min 13 s  |
| 2023  | Mike Phillips       | 7 h 56 min 4 s  | Braden Currie       | 7 h 59 min 16 s | Jan van Berkel     | 8 h 10 min 21 s |
| 2021  | Braden Currie       | 7 h 57 min 12 s | Mike Phillips       | 8 h 6 min 38 s  | Kyle Smith         | 8 h 8 min 53 s  |
| 2020  | Joe Skipper         | 7 h 54 min 17 s | Mike Phillips       | 8 h 1 min 27 s  | Braden Currie      | 8 h 4 min 36 s  |
| 2019  | Mike Phillips       | 8 h 5 min 8 s   | Andrew Starykowicz  | 8 h 7 min 10 s  | Braden Currie      | 8 h 20 min 58 s |
| 2018  | Terenzo Bozzone     | 7 h 59 min 57 s | Joe Skipper         | 8 h 5 min 33 s  | Cameron Brown      | 8 h 7 min 10 s  |
| 2017  | Braden Currie       | 8 h 20 min 58 s | Cameron Brown       | 8 h 24 min 32 s | Cyril Viennot      | 8 h 25 min 43 s |
| 2016  | Cameron Brown       | 8 h 7 min 58 s  | Joe Skipper         | 8 h 9 min 37 s  | Callum Millward    | 8 h 10 min 57 s |
| 2015  | Cameron Brown       | 8 h 22 min 13 s | Terenzo Bozzone     | 8 h 28 min 53 s | Dylan McNeice      | 8 h 38 min 5 s  |
| 2014  | Marko Albert        | 8 h 17 min 33 s | Cameron Brown       | 8 h 21 min 55 s | Terenzo Bozzone    | 8 h 28 min 56 s |
| 2013  | Bevan Docherty      | 8 h 15 min 35 s | Marko Albert        | 8 h 25 min 30 s | Cameron Brown      | 8 h 34 min 28 s |
| 2012  | Marino Vanhoenacker | 3 h 55 min 3 s  | Timothy Reed        | 3 h 55 min 51 s | Cameron Brown      | 8 h 56 min 38 s |
| 2011  | Cameron Brown       | 8 h 31 min 8 s  | Terenzo Bozzone     | 8 h 41 min 55 s | Mathias Hecht      | 8 h 45 min 37 s |
| 2010  | Cameron Brown       | 8 h 21 min 52 s | Terenzo Bozzone     | 8 h 30 min 0 s  | Kieran Doe         | 8 h 34 min 16 s |
| 2009  | Cameron Brown       | 8 h 18 min 5 s  | Terenzo Bozzone     | 8 h 25 min 37 s | Dirk Bockel        | 8 h 27 min 12 s |
| 2008  | Cameron Brown       | 8 h 24 min 49 s | Frederik Van Lierde | 8 h 31 min 35 s | Kieran Doe         | 8 h 33 min 35 s |
| 2007  | Cameron Brown       | 8 h 26 min 33 s | Luke Bell           | 8 h 27 min 40 s | Torbjørn Sindballe | 8 h 34 min 46 s |
| 2006  | Ain-Alar Juhanson   | 3 h 31 min 5 s  | Cameron Brown       | 3 h 31 min 44 s | Andrew Young       | 3 h 44 min 18 s |
| 2005  | Cameron Brown       | 8 h 20 min 14 s | Gordo Byrn          | 8 h 39 min 41 s | Bryan Rhodes       | 8 h 42 min 0 s  |
| 2004  | Cameron Brown       | 8 h 30 min 29 s | Clas Björling       | 8 h 36 min 34 s | Björn Andersson    | 8 h 41 min 57 s |
| 2003  | Cameron Brown       | 8 h 22 min 4 s  | Olivier Bernhard    | 8 h 30 min 1 s  | Jan Van Rooyen     | 8 h 42 min 15 s |
| 2002  | Cameron Brown       | 8 h 32 min 54 s | Jonas Colting       | 8 h 36 min 15 s | Garrett MacFadyen  | 8 h 40 min 52 s |
| 2001  | Cameron Brown       | 8 h 24 min 28 s | Peter Sandvang      | 8 h 25 min 49 s | Stefan Holzner     | 8 h 31 min 45 s |
| 2000  | Thomas Hellriegel   | 8 h 22 min 46 s | Cameron Brown       | 8 h 26 min 45 s | Olivier Bernhard   | 8 h 29 min 25 s |
| 1999  | Tim DeBoom          | 8 h 32 min 41 s | Cameron Brown       | 8 h 32 min 54 s | Andreas Niedrig    | 8 h 37 min 5 s  |

| Année | Médaille d'or     | Temps           | Médaille d'argent | Temps           | Médaille de bronze | Temps           |
| ----- | ----------------- | --------------- | ----------------- | --------------- | ------------------ | --------------- |
| 2024  | Chelsea Sodaro    | 8 h 40 min 7 s  | Els Visser        | 8 h 57 min 34 s | Jocelyn McCauley   | 8 h 58 min 23 s |
| 2023  | Els Visser        | 9 h 5 min 43 s  | Hannah Berry      | 9 h 8 min 32 s  | Rebecca Clarke     | 9 h 10 min 10 s |
| 2021  | Hannah Berry      | 9 h 1 min 49 s  | Rebecca Clarke    | 9 h 15 min 38 s | Emily McNaughtan   | 9 h 38 min 42 s |
| 2020  | Teresa Adam       | 8 h 40 min 29 s | Meredith Kessler  | 8 h 56 min 3 s  | Judith Corachán    | 9 h 3 min 21 s  |
| 2019  | Jocelyn McCauley  | 8 h 53 min 10 s | Teresa Adam       | 9 h 5 min 32 s  | Meredith Kessler   | 9 h 12 min 3 s  |
| 2018  | Laura Siddall     | 9 h 0 min 45 s  | Teresa Adam       | 9 h 5 min 36 s  | Jocelyn McCauley   | 9 h 12 min 52 s |
| 2017  | Jocelyn McCauley  | 9 h 9 min 47 s  | Laura Siddall     | 9 h 21 min 53 s | Meredith Kessler   | 9 h 27 min 19 s |
| 2016  | Meredith Kessler  | 8 h 56 min 8 s  | Lucy Gossage      | 9 h 5 min 8 s   | Carrie Lester      | 9 h 7 min 19 s  |
| 2015  | Meredith Kessler  | 9 h 5 min 45 s  | Gina Crawford     | 9 h 26 min 11 s | Melanie Burke      | 9 h 41 min 51 s |
| 2014  | Meredith Kessler  | 9 h 8 min 46 s  | Gina Crawford     | 9 h 15 min 53 s | Candice Hammond    | 9 h 30 min 4 s  |
| 2013  | Meredith Kessler  | 9 h 17 min 10 s | Gina Crawford     | 9 h 20 min 54 s | Candice Hammond    | 9 h 35 min 52 s |
| 2012  | Meredith Kessler  | 4 h 22 min 46 s | Kate Bevilaqua    | 4 h 30 min 37 s | Joanna Lawn        | 4 h 30 min 40 s |
| 2011  | Samantha Warriner | 9 h 28 min 25 s | Mirinda Carfrae   | 9 h 31 min 34 s | Joanna Lawn        | 9 h 31 min 54 s |
| 2010  | Joanna Lawn       | 9 h 14 min 35 s | Gina Crawford     | 9 h 28 min 26 s | Kim Loeffler       | 9 h 30 min 57 s |
| 2009  | Gina Ferguson     | 9 h 18 min 26 s | Joanna Lawn       | 9 h 23 min 8 s  | Charlotte Paul     | 9 h 30 min 25 s |
| 2008  | Joanna Lawn       | 9 h 16 min 0 s  | Kate Bevilaqua    | 9 h 20 min 6 s  | Emi Shiono         | 9 h 23 min 26 s |
| 2007  | Joanna Lawn       | 9 h 20 min 1 s  | Heather Gollnick  | 9 h 28 min 15 s | Kim Loeffler       | 9 h 33 min 43 s |
| 2006  | Joanna Lawn       | 4 h 10 min 32 s | Tyler Stewart     | 4 h 12 min 19 s | Karyn Ballance     | 4 h 12 min 32 s |
| 2005  | Joanna Lawn       | 9 h 30 min 13 s | Monica Caplan     | 9 h 46 min 6 s  | Claire Murray      | 9 h 59 min 5 s  |
| 2004  | Joanna Lawn       | 9 h 22 min 23 s | Lynley Allison    | 9 h 31 min 49 s | Tamara Kozulina    | 9 h 33 min 17 s |
| 2003  | Joanna Lawn       | 9 h 17 min 55 s | Karyn Ballance    | 9 h 20 min 31 s | Lisa Bentley       | 9 h 21 min 47 s |
| 2002  | Karyn Ballance    | 9 h 27 min 33 s | Joanna Lawn       | 9 h 31 min 8 s  | Lynley Allison     | 9 h 34 min 46 s |
| 2001  | Lisa Bentley      | 9 h 36 min 17 s | Karyn Ballance    | 9 h 41 min 57 s | Lena Wahlqvist     | 9 h 44 min 21 s |
| 2000  | Lisa Bentley      | 9 h 28 min 14 s | Karyn Ballance    | 9 h 37 min 51 s | Robyn Roocke       | 9 h 43 min 52 s |
| 1999  | Melissa Spooner   | 9 h 20 min 14 s | Karyn Mills       | 9 h 24 min 13 s | Lisa Bentley       | 9 h 27 min 43 s |

### Auckland
| Année | Médaille d'or   | Temps           | Médaille d'argent | Temps           | Médaille de bronze | Temps           |
| ----- | --------------- | --------------- | ----------------- | --------------- | ------------------ | --------------- |
| 1998  | Peter Sandvang  | 8 h 46 min 12 s | Tony O'Hagan      | 8 h 48 min 9 s  | Olivier Bernhard   | 8 h 49 min 27 s |
| 1997  | Lothar Leder    | 8 h 42 min 50 s | Stefan Holzner    | 8 h 46 min 9 s  | Peter Sandvang     | 8 h 52 min 15 s |
| 1996  | Stefan Holzner  | 8 h 54 min 8 s  | Stephen Farrel    | 8 h 58 min 14 s | Ken Glah           | 9 h 2 min 47 s  |
| 1995  | Stefan Holzner  | 8 h 51 min 59 s | Ken Glah          | 8 h 55 min 49 s | Stephen Farrell    | 9 h 15 min 39 s |
| 1994  | Scott Ballance  | 8 h 48 min 2 s  | Ken Glah          | 8 h 51 min 28 s | Tony O'Hagan       | 8 h 53 min 7 s  |
| 1993  | Ken Glah        | 8 h 38 min 29 s | Dirk Aschmoneit   | 8 h 43 min 44 s | Péter Kropkó       | 8 h 49 min 51 s |
| 1992  | Ken Glah        | 8 h 48 min 10 s | Stefan Kolm       | 8 h 49 min 34 s | Scott Tinley       | 8 h 55 min 30 s |
| 1991  | Dirk Aschmoneit | 8 h 30 min 33 s | Scott Tinley      | 8 h 35 min 53 s | Scott Molina       | 8 h 40 min 54 s |
| 1990  | Pauli Kiuru     | 8 h 39 min 12 s | Ken Glah          | 8 h 39 min 12 s | Scott Tinley       | 8 h 54 min 40 s |
| 1989  | Ray Browning    | 8 h 35 min 16 s | Matthew Brick     | 8 h 51 min 39 s | Pauli Kiuru        | 8 h 59 min 22 s |
| 1988  | Scott Tinley    | 8 h 44 min 13 s | Ray Browning      | 8 h 44 min 39 s | John Hughes        | 9 h 10 min 23 s |
| 1987  | Ray Browning    | 7 h 50 min 19 s | Brent Snellex     | 7 h 56 min 30 s | John Hughes        | 7 h 57 min 53 s |
| 1986  | Scott Tinley    | 7 h 33 min 17 s | Glenn Davies      | 7 h 42 min 15 s | Peter Zyerveld     | 8 h 5 min 3 s   |
| 1985  | Scott Molina    | 7 h 40 min 49 s | Marc Suprenant    | 7 h 57 min 22 s | Don Jacobs         | 8 h 23 min 40 s |

| Année | Médaille d'or    | Temps            | Médaille d'argent  | Temps            | Médaille de bronze    | Temps            |
| ----- | ---------------- | ---------------- | ------------------ | ---------------- | --------------------- | ---------------- |
| 1998  | Suzanne Nielsen  | 9 h 50 min 8 s   | Fiona McKee        | 10 h 1 min 29 s  | Heidi Alexander       | 10 h 10 min 16 s |
| 1997  | Jan Wanklyn      | 9 h 52 min 56 s  | Lauren Alexander   | 9 h 56 min 29 s  | Fiona McKee           | 10 h 10 min 59 s |
| 1996  | Jan Wanklyn      | 9 h 55 min 23 s  | Jenny Rose         | 10 h 5 min 50 s  | Karen Sitko           | 10 h 14 min 59 s |
| 1995  | Sue Clark        | 10 h 27 min 43 s | Fiona McKee        | 10 h 44 min 1 s  | Gayle Watson          | 10 h 54 min 14 s |
| 1994  | Erin Baker       | 9 h 54 min 12 s  | Sharlene Ryan      | 10 h 6 min 10 s  | Fiona McKee           | 10 h 24 min 23 s |
| 1993  | Julie-Anne White | 9 h 39 min 38 s  | Carolyn Hubbard    | 9 h 53 min 49 s  | Susan Latshaw         | 9 h 56 min 52 s  |
| 1992  | Krista Whelan    | 9 h 46 min 8 s   | Sarah Coope        | 9 h 53 min 42 s  | Julie-Anne White      | 10 h 0 min 46 s  |
| 1991  | Jan Wanklyn      | 9 h 43 min 42 s  | Sarah Coope        | 9 h 54 min 19 s  | Terry Schneider-Egger | 10 h 6 min 8 s   |
| 1990  | Erin Baker       | 9 h 38 min 26 s  | Jan Wanklyn        | 9 h 53 min 49 s  | Terry Schneider       | 10 h 18 min 7 s  |
| 1989  | Fiona McKee      | 10 h 18 min 3 s  | Josie Sinclair     | 10 h 42 min 54 s | Sue Price             | 10 h 47 min 37 s |
| 1988  | Nancy Harrison   | 10 h 28 min 10 s | Christine Horrocks | 10 h 52 min 19 s | Susie Douglas         | 10 h 54 min 39 s |
| 1987  | Erin Baker       | 8 h 17 min 33 s  | Linda Buchanan     | 8 h 47 min 31 s  | Sue Price             | 9 h 40 min 10 s  |
| 1986  | Erin Baker       | 8 h 26 min 33 s  | Julie Moss         | 8 h 46 min 40 s  | Sue Price             | 9 h 41 min 23 s  |
| 1985  | Michelle Gammie  | 10 h 0 min 33 s  | Robyn Black        | 10 h 4 min 18 s  | Beth Davis            | 10 h 5 min 44 s  |

## Retombées économiques
En 2010 le premier ministre John Key souligne l’importance pour le tourisme de l'épreuve Ironman pour l’économie de l'île. Pour cette 25e édition dont il donne le départ, il annonce que la Nouvelle-Zélande entre les participants et les accompagnant ont pu bénéficier d'un total cumulé de plus de 50 000 visiteurs supplémentaires dans le pays. Estimant les retombées financières de l'évènement à 10 millions de dollars néo-zélandais dont un quart sur la seule ville de Taupo. 2 000 bénévoles soutiennent l'organisation dans la ville de Taupo qui ne compte en 2010, que 22 000 habitants.